# Bretanha (nome)
O nome Bretanha é derivado do nome latino Britannia (anteriormente Brittannia), via francês antigo Bretaigne (daí também em francês moderno Bretagne) e em inglês médio Bretayne, Breteyne. A forma francesa substituiu o inglês antigo Breoton, Breoten, Bryten, Breten (também Breoton-lond, Breten-lond).
Brittannia ou Brittānia era o nome usado pelos romanos a partir do século I a.C.. Após a conquista romana de 43 d.C., ele chegou a ser usado para a província romana, e passou a ser restrito à ilha da Grã-Bretanha (a parte sul da Muralha de Adriano). Devido a isto, Brittannia foi cada vez mais utilizado para a Grã-Bretanha, em particular, que tinha sido anteriormente conhecida por Albion.
A forma com um único -t-, Britannia, é secundária, mas pode ser atribuída ao período romano.
A palavra latina Britannia é derivada dos relatos de viagens do grego Píteas por volta de 320 a.C., que descreveu várias ilhas no Atlântico Norte, como a mais ao Norte Thule (possivelmente a Islândia ou as Ilhas Shetland).
Píteas descreveu Thule como a parte mais setentrional de Πρεττανικη  (Prettanike) ou  Βρεττανίαι (Brettaniai), seu termo para todo o grupo de ilhas no extremo noroeste.
Diodoro Sículo no século I a.C. introduziu a forma Πρεττανια Prettania, e Estrabão (1.4.2) tem Βρεττανία Brettania. Marciano de Heracleia em seu Periplus maris exteri descreve αἱ Πρεττανικαὶ νῆσοι "as Ilhas Pretânicas".
Estêvão de Bizâncio descreve Ἀλβίων Álbion como νῆσος Πρεττανική, Μαρκιανὸς ἐν περίπλῳ αὐτῆς. τὸ ἐθνικὸν Ἀλβιώνιος ("a ilha pretânica, de acordo com Marciano, no seu periplus; o povo albionês" Ethnica 69.16).
Os povos destas ilhas de Prettanike eram chamados de Πρεττανοι, Priteni ou Pretani. Estes nomes são derivados de um nome celta, provavelmente emprestado por Píteas dos gauleses, que podem tê-lo utilizado para nomear os habitantes das ilhas. Priteni é a origem do termo galês Prydain, Britain, que tem a mesma origem do termo goidélico Cruthin usado para referir-se ao britônico antigo falado pelos habitantes da Irlanda e do Norte da Escócia. Estes últimos foram mais tarde chamados pictos ou caledônios pelos romanos.
Brittia aparece como nome para a Grã-Bretanha em Procópio de Cesareia, alegadamente utilizada pela população do século VI dos Países Baixos.
O termo latino (Beda usa Brittania) é emprestado ao inglês antigo por Alfredo, o Grande como bryttania. A Historia Brittonum do século XI, apresenta uma etiologia para o nome ao introduzir o personagem de Bruto de Tróia.